# Karl-Manfred Olsson
Karl-Manfred Olsson, född 1 maj 1919 i Anundsjö församling i Västernorrlands län, död  20 januari 1996 i Karlstad, var en svensk präst och författare. 
Efter avslutad folkskola studerade Olsson vid Brunnsviks folkhögskola och LO:s skola i Åkers Runö samt vid Hampnäs folkhögskola. Som sågverksarbetare blev han vid unga år ordförande i Träindustriarbetareförbundet i norra Ångermanland  Han engagerades som föredragshållare inom LO och TCO, och genomgick därefter Fjellstedtska skolan i Uppsala där han tog studentexamen 1945.
Olsson blev teologie licentiat 1952 och var anställd vid Svenska kyrkans diakonistyrelse (senare:  centralråd) 1954–73, där han fick uppgiften som expert i den socialetiska delegationen. Han blev där en kontroversiell person och hans teorier omdebatterade.  Olsson upplevde sig ha ett "profetiskt uppdrag" att "föra in det svenska fackföreningsfolkets tänkande, värderingar och språk i kyrkodebatt och beslutande församlingar" inom Svenska kyrkan. Han kom på så sätt mera än någon annan att initiera och motivera att riksdagspartierna skulle engagera sig i kyrkovalen och ta över majoriteten i de olika beslutandeförsamlingarna i Svenska kyrkan (kyrkomöte, stiftsfullmäktige, stiftsstyrelse, kyrkofullmäktige, kyrkoråd). Församlingarnas kyrkoråd uppfattade han som en kommunalpolitisk arena med samma rekryteringsbas som kommunalfullmäktige;  gudstjänstbesökarnas ställningstagande i kyrkliga frågor beskrev han som en elitism som måste föras åt sidan i kyrkolivet när det han beskrev som "folket" skulle komma till tals. Hans tänkande har fått ett mycket stort inflytande i kyrkoorganisationen och inom alla partier. Verkningarna av hans idéer har förstärkts efter Svenska kyrkans skiljande från staten när de partipolitiska strukturerna därefter har slagit igenom på alla nivåer och i alla sammanhang inom kyrkan. 
Olsson var aktiv inom Svenska kyrkans diakonistyrelses socialetiska delegation, dit han rekryterades tack vare intyg från professor Herbert  Olsson och biskop Gunnar Hultgren om att hans disputation för doktorsgraden var nära förestående, men någon dylik blev aldrig av. Också denna formella sida av hans anställning ställdes under debatt.
Olsson blev förste stiftsadjunkt i Stockholms stift 1973 och var kyrkoherde i S:t Matteus församling i Stockholm 1975–84. Han blev prost 1981 och var preses i Stockholms stifts prästmöte 1981.